# Albert Dolisie
Louis Henri Albert Dolisie (* 22. Dezember 1856 in Mutzig, Elsass; † 22. Januar 1899 in Orléans, Frankreich) war ein französischer Entdecker und Kolonialverwalter sowie Vizegouverneur des Französisch-Kongo vom 1. Juni 1894 bis 22. Januar 1899.

## Biographie
Albert Dolisie studierte an der École polytechnique und wurde Leutnant der Marineartillerie. Nach seinem Ausscheiden aus der Armee trat er 1883 der französischen Mission de l’Ouest africain bei und wurde vorläufiger Verwalter von Kouilou. Pierre Savorgnan de Brazza vertraute ihm dann die Station Loango an und beauftragte ihn, eine Straße von Kouilou nach Niari zu bauen. Anschließend bereiste er den Sangha und gründete 1884 den Posten Bonga. Im gleichen Jahr war er zusammen mit Brazza und Charles de Chavannes an der Gründung von Brazzaville beteiligt. Als er im März 1885 den Ubangi aufwärts fuhr, schloss er zahlreiche Protektoratsverträge mit den Einheimischen und gründete den Posten Nkoudja. 1886 erkundete er die Becken von Ubangi und Sangha und wurde 1890 zum Residenten und Administrator von Brazzaville und 1894 zum Vizegouverneur des Kongo ernannt.
Bereits erkrankt kehrte er im Januar 1899 nach Frankreich zurück und starb in Orléans an einer Lungenkongestion. Brazza und Victor Liotard nahmen an seiner Beerdigung teil.
Albert Dolisie war mit Marthe de Cortade verheiratet. Sie hatten zwei Söhne, Henri (* 1897) und Paul (* 1898).

## Auszeichnungen
Die Stadt Loubomo wurde ihm zu Ehren 1934 in Dolisie umbenannt.

### Orden
- Ritter der Ehrenlegion
- Offizier der Académie des Sciences d’Outre-Mer